# Filmfare Award/Power Award
Der Filmfare Power Award wurde vom Filmfare-Magazin von 2004 bis 2008 verliehen und war eine Preiskategorie der jährlichen Filmfare Awards für Hindi-Filme. Dieser Preis wurde an Personen verliehen, die die Nummer 1 in der Rangliste der mächtigsten Hindi-Filmstars waren und von den Filmbrüderschaften gewählt wurden.
Liste der Preisträger:
| Jahr | Persönlichkeiten                   |
| ---- | ---------------------------------- |
| 2004 | Amitabh Bachchan und Shahrukh Khan |
| 2005 | Shahrukh Khan                      |
| 2006 | Yash Chopra                        |
| 2007 | Yash Chopra und Aditya Chopra      |
| 2008 | Yash Chopra und Aditya Chopra      |